# Urros e Peredo dos Castelhanos
Urros e Peredo dos Castelhanos (oficialmente, União das Freguesias de Urros e Peredo dos Castelhanos) é uma freguesia portuguesa do município de Torre de Moncorvo, com 74,89 km² de área e 260 habitantes (2021).
Foi criada aquando da reorganização administrativa de 2012/2013, resultando da agregação das antigas freguesias de Urros e Peredo dos Castelhanos.
| Freguesia atual | Freguesia atual                                        | Freguesia atual | Freguesia atual | Freguesias antigas     | Freguesias antigas | Freguesias antigas | Freguesias antigas |
| Brasão          | Freguesia                                              | População       | Área (km²)      | Brasão                 | Freguesia          | População (2011)   | Área (km²)         |
| --------------- | ------------------------------------------------------ | --------------- | --------------- | ---------------------- | ------------------ | ------------------ | ------------------ |
|                 | União das Freguesias de Urros e Peredo dos Castelhanos | 376             | 74,89           |                        | Urros              | 265                | 57,43              |
|                 | União das Freguesias de Urros e Peredo dos Castelhanos | 376             | 74,89           | Peredo dos Castelhanos | 111                | 17,83              |                    |